# Kiba Park
Kiba Park – park miejski położony w Tokio w dzielnicy Kōtō w Japonii.
W Kiba Park znajduje się Muzeum Sztuki Współczesnej.
W parku znajdują się ścieżki do joggingu, place zabaw, korty tenisowe i miejsce na grilla.